# Прапоршчик
Прапоршчик (на руски: пра́порщик) първоначално е военно звание на младшите офицери в Руската империя, по-късно използвано за различна длъжност в СССР и съвременна Русия. Името произлиза от славянската дума „прапор“ (знаме).

## Аналози
Подобни като название са званията енсайн (на английски: ensign — знаме, флаг), използвано по различно време в редица страни и хорунжий (от хоругва) в Полша и някои от съседните и държави.
Аналог на съвременното значение са уорънт офицер (на английски: warrant officer) в англоезичните държави, „аспирант“ в някои френскоезични държави, „фенрих“ (на немски: Fähnrich) в Германия.

## Българска армия
Военното звание е създадено със самото създаване на българската войска през 1878 г. и съществува до ноември 1879 г., когато е премахнато, а офицерите с това звание получават следващото звание подпоручик. Прапоршчиците от българската войска са само от първия випуск на Военното училище, като званието е давано на база на постигнатия успех в училището, при което випускниците са разделени в три разряда. При първи разряд се утвърждава званието прапоршчик и се произвеждат в чин подпоручик, при втори разряд се произвеждат в чин прапоршчик, а при трети в чин зауряд-прапоршчик. Според енциклопедичния речник на Брокхауз и Ефрон:
| „                                                                                      | По време на мобилизация, при недостиг на лица, удовлетворяващи условията за производство в офицерски чин, някои подофицери се произвеждат в чин зауряд-прапоршчик. Те изпълняват задълженията на младши офицери, но са с ограничени права по отношение на израстването в службата. | “ |
| Малый энциклопедический словарь Брокгауза и Ефрона. Россия, Санкт-Петербург, 1907—1909 | |   |

## Руска империя
В руската армия по заповед на цар Алексей през 1649 г. за пръв път започнали да наричат прапоршчици знаменосците, назначавани измежду най-мъжествените, физически здрави и проверени в битка бойци. Петър I, създавайки редовна армия през 1712 г., въвежда военното звание прапорщик, като първи (младши) офицерски чин в пехотата и кавалерията. През 1811 г. званието е въведено и в артилерията. През 1884 г. званието е оставено в армията само по време на война, а през 1886 г. е въведено и за младшите офицери от запаса.
До 1917 г. званието прапорщик се давало на лица, завършили ускорен курс във военните училища или школа за прапорщици и успешно издържали изпит по определена програма. Във военно време се позволявало присвояването на званието за бойни заслуги без полагане на изпит на унтер-офицерите, имащи висше или средно образование. Обикновено прапоршчиците се назначавали за командири на взвод и на съответстващи длъжности.

## СССРи съвременнаРусия
В периода 1917 – 1972 г. званието прапоршчик не съществува в Червената, а след това и в Съветската армия, но е запазено в Бялата гвардия.
През 1972 г. въоръжените сили на СССР въвеждат званията прапоршчик и мичман (във флота), като отделна категория военнослужещи. По своето военно положение и задължения те са най-близко до офицерския състав, най-близки помощници и старши по звание спрямо войниците, сержантите и старшините. През 1981 г. е въведено званието „старши прапоршчик“. Званието прапоршчик се присвоява по правило след завършване на съответните школи, които нямат статут на висше учебно заведение. Прапоршчиците носят пагони и наръкавни знаци по установен образец.